# Otterhound
Otterhound (pies na wydry) – rasa psa, należąca do grupy psów gończych. Nie podlega próbom pracy.

## Rys historyczny
Rasa powstała prawdopodobnie w starożytności. Przypuszcza się, że mogła powstać w wyniku skrzyżowania bloodhounda z innymi, dużymi terierami. Służyła do polowań na wydry. Palce otterhoundów są zaopatrzone w błonę pławną. Od połowy XIX wieku rasa ta jest coraz rzadziej spotykana.

## Wygląd
Charakterystyczne dla tej rasy są dwa rodzaje włosia. Szata zewnętrzna jest szorstka i twarda, a podszerstek krótszy i wełnisty. Sierść na tułowiu ma długość około 15 cm. Na nogach sierść pokryta jest warstewką tłuszczu. Pies ma dużą, kosmatą głowę z długim kwadratowym pyskiem i długimi zwisającymi uszami. Nogi ma proste o długich kościach ze stopami z błoną międzypalcową. Ogon wysoko osadzony.

## Zachowanie i charakter
Aktywny i niezależny. Toleruje dzieci. Uparty, zwłaszcza nad wodą.